# 中條公行
中條 公行（なかじょう ひろゆき、1946年2月2日 - 2020年4月19日）は、北海道出身の元射撃選手、コーチ。
1984年ロサンゼルスオリンピック元代表選手。身長166cm、体重63kg、右利き・右目利き（五輪出場当時）。
埼玉県私立栄北高等学校エア・ライフル部コーチ（2000年 - 2019年）。

## 来歴
1946年、北海道出身。
1984年、ロサンゼルスオリンピック スモール・ボア・ライフル伏射 17位。
2000年、栄北高校エアライフル部コーチ就任。
2019年、栄北高校エアライフル部コーチ退任。
2020年4月19日、死去。享年74。

## 主な育成選手
- 島田敦
- 野口優太